# Mark Robertson
Pour les articles homonymes, voir Robertson.
Pas d'image ? Cliquez ici

a Compétitions nationales et continentales officielles uniquement.

b Matchs officiels uniquement.
Mark Robertson, né le 30 décembre 1984 à Melrose, est un joueur britannique de rugby à XV et de rugby à sept. International écossais de rugby à sept, il représente la Grande-Bretagne lors du tournoi masculin des Jeux olympiques d'été de 2016 à Rio de Janeiro où la sélection britannique remporte la médaille d'argent.